# Lunca Cernii de Jos
Lunca Cernii de Jos (veraltet Lunca Cernei de Jos; deutsch Birkendorf, ungarisch Alsónyiresfalva) ist eine Gemeinde im Kreis Hunedoara in der Region Siebenbürgen in Rumänien.
Der Ort ist auch unter der ungarischen Bezeichnung Nyiresfalva bekannt.

## Geographische Lage

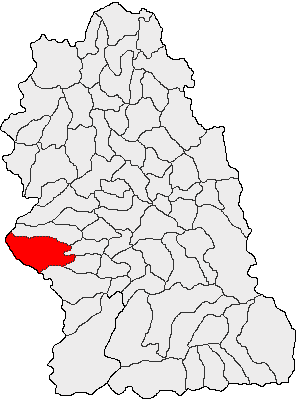
Lage der Gemeinde Lunca Cernii de Jos im Kreis Hunedoara

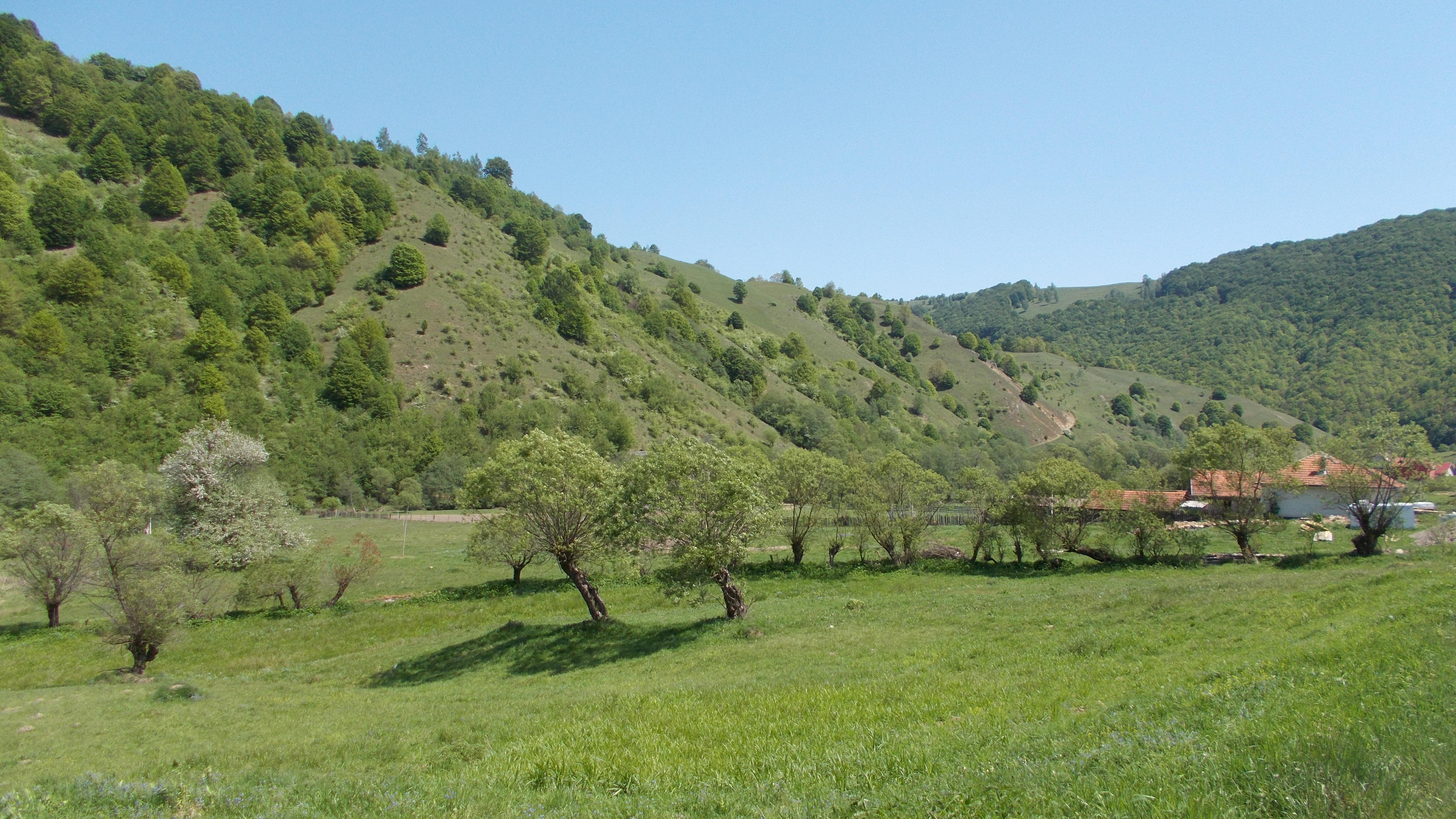
Blick auf Lunca Cernii de Jos

Die Gemeinde Lunca Cernii de Jos liegt im Poiana-Ruscă-Gebirge, im Südwesten Siebenbürgens. Am Oberlauf des Cerna – ein linker Zufluss des Mureș (Mieresch) – und der Kreisstraße (Drum județean) DJ 687D gelegen, befindet sich der Ort 46 Kilometer südwestlich der Stadt Hunedoara (Eisenmarkt); die Kreishauptstadt Deva (Diemrich) liegt 70 Kilometer nordöstlich von Lunca Cernii de Jos entfernt.
Die eingemeindeten Dörfer und Weiler liegen etwa drei bis neun Kilometer vom Gemeindezentrum, auf zum Teil nicht befestigten Straßen, entfernt. Meria (ungarisch Kékesfalva), laut Überlieferung früher ein Räubernest dann ein rumänisches Hörigendorf der Adelsfamilie Mujina, befindet sich am abgelegensten und schwer zugänglich auf einem 962 m hoch gelegenen Bergplateau.
Etwa zwei Drittel der Gemeindefläche sind bewaldet.

## Geschichte
Der Ort Lunca Cernii de Jos wurde erstmals 1360 urkundlich erwähnt. Das eingemeindete Dorf Negoiu (ungarisch Nyegojlunka) war bis 1950 Teil der Gemeinde Răchitova (Weidendorf).
Die Hauptbeschäftigung der Bevölkerung ist die Forstwirtschaft und die Viehzucht.

## Bevölkerung
1850 lebten auf dem Gebiet der heutigen Gemeinde 1620 Menschen. 1611 davon waren Rumänen und neun waren Roma. Die höchste Einwohnerzahl (4334) – ausschließlich Rumänen – wurde 1956 erreicht. Die höchste Anzahl der Ungarn (135) und die der Deutschen (51) wurde 1900, die der Roma (17) wurde 1930 ermittelt. Darüber hinaus bezeichneten sich 1890 einer und 1900 22 Einwohner als Slowaken. Die meisten der Rumäniendeutschen auf dem Gebiet der Gemeinde wurden in Lunca Cernii de Sus (ungarisch Felsőnyiresfalva) 1900 (45) registriert. Ab 1966 nahm die Anzahl der Bevölkerung drastisch ab, sodass 2002 in der Gemeinde nur noch 1116 Menschen (ausschließlich Rumänen) registriert wurden.
Bei der Volkszählung 2011, wurden in 409 Haushalten der Gemeinde, 905 Menschen gezählt.

## Sehenswürdigkeiten
- Das zwei Hektar große Naturreservat Cheile Cernei,[7] befindet sich entlang des Baches Cerna auf dem Areal des Ortes Lunca Cernii de Jos.